# Iñigo Iglesias
Iñigo Iglesias Bravo (* 9. April 2002 in Errenteria) ist ein spanischer Motorradrennfahrer. Er fährt seit 2020 in der Supersport-300-Weltmeisterschaft.

## Erfolge
- 2023 – IDM-Supersport-300-Meister

## Statistik

### In der Supersport-300-Weltmeisterschaft
(Stand: Saisonende 2024)
| Saison | Team                                    | Motorrad           | Rennen | Siege | Zweiter | Dritter | Poles | Schn. Runden | Punkte | Ergebnis |
| ------ | --------------------------------------- | ------------------ | ------ | ----- | ------- | ------- | ----- | ------------ | ------ | -------- |
| 2020   | Scuderia Maranga Racing                 | Kawasaki Ninja 400 | 12     | –     | –       | –       | –     | –            | 18     | 22.      |
| 2021   | SWM Racing                              | Kawasaki Ninja 400 | 16     | –     | 2       | 1       | 1     | –            | 101    | 7.       |
| 2022   | SWM Racing                              | Kawasaki Ninja 400 | 14     | –     | 1       | –       | –     | –            | 91     | 10.      |
| 2024   | Füsport-RT Motorsport by SKM – Kawasaki | Kawasaki Ninja 400 | 14     | 3     | 1       | 2       | –     | –            | 163    | 3.       |
| Gesamt | Gesamt                                  | Gesamt             | 56     | 3     | 4       | 3       | 1     | 0            | 373    |          |